# Liste der Nationalstraßen in Guinea
Diese Liste zeigt die Straßen in Guinea auf. Es gibt einen Typ von Straßen und zwar Fernstraßen beginnend mit N.

## Nationalstraßen
| Kurz | Name | Verlauf                                               | Länge   |
| ---- | ---- | ----------------------------------------------------- | ------- |
|      | N1   | Conakry – Nzérékoré – Grenze nach Liberia             | 1220 km |
|      | N2   | Mamou – Nzérékoré – Grenze zur Elfenbeinküste         | 740 km  |
|      | N3   | Conakry – Boké – Grenze nach Guinea-Bissau            | 350 km  |
|      | N4   | Coyah – Pamalap – Grenze nach Sierra Leone            | 82 km   |
|      | N5   | Mamou – Koundara – Grenze zum Senegal                 | 420 km  |
|      | N6   | Kissidougou – SiguNi – Grenze nach Mali               | 410 km  |
|      | N7   | Kankan – Niantanina – Grenze nach Mali                | 160 km  |
|      | N8   | Labé – Mali – Grenze zum Senegal                      | 150 km  |
|      | N9   | Lébékére – Kandika – Grenze nach Guinea-Bissau        | 200 km  |
|      | N10  | Konsankoro – Macenta – Grenze nach Liberia            | 120 km  |
|      | N12  | Koumbia – Foula Mori                                  | 75 km   |
|      | N14  | Tiguania – Oualia – Grenze nach Sierra Leone          | 35 km   |
|      | N15  | Bendougou 11 – Fandanda – Grenze nach Mali            | 70 km   |
|      | N16  | Guéckédou – Nongoa – Grenze nach Sierra Leone         | 30 km   |
|      | N17  | Mandiana – Noumoudjiguila – Grenze zur Elfenbeinküste | 120 km  |
|      | N18  | Beyla – SNana de Beyla – Grenze zur Elfenbeinküste    | 135 km  |
|      | N19  | Gogota – Thuo – Grenze nach Liberia                   | 25 km   |
|      | N20  | Kolaboui – Kamsar                                     | 30 km   |
|      | N21  | Bouramaya – Baguine Tagui                             | 70 km   |
|      | N22  | Gougoube – Hafla                                      | 120 km  |
|      | N23  | Boké – Kounsitel                                      | 225 km  |
|      | N24  | Gaoual – Kindia                                       | 225 km  |
|      | N26  | Dalaba – Kenian                                       | 115 km  |
|      | N27  | Labé – Niaria                                         | 130 km  |
|      | N28  | Tarambali – Tougué                                    | 65 km   |
|      | N29  | Dabola – Faranah                                      | 120 km  |
|      | N30  | Bissikrima – SiguNi                                   | 280 km  |
|      | N31  | Kouroussa – Kissidougou                               | 215 km  |
|      | N32  | Niandankoro – Malimane                                | 85 km   |
|      | N33  | Yalakoro – Kérouané                                   | 130 km  |